# Tlogotirto
Tlogotirto is een bestuurslaag in het regentschap Grobogan van de provincie Midden-Java, Indonesië. Tlogotirto telt 4313 inwoners (volkstelling 2010).